# Обязательное образование
Обязательное образование — форма организации системы народного образования, при которой получение образования (начального, а в настоящее время в большинстве государств — среднего) закреплено в законах государств в качестве одной из гражданских обязанностей. Со второй половины XX века обеспечение обязательного образования как одно из требований к современным цивилизованным государствам по обеспечению ими прав человека закреплено в международном праве, в частности, в документах ООН.
В отличие от воинской повинности, по общему правилу исполнение этой обязанности гражданами осуществляется по месту жительства и косвенно возлагает на граждан дополнительные материальные затраты сверх тех, что берёт на себя государство для организации и поддержания образовательной инфраструктуры; то есть обязательное образование может обременять граждан, становясь для них платным.
В целях обеспечения принципа всеобщности образования со второй трети XIX века наиболее развитые государства спорадически практикуют частичное субсидирование частных расходов на начальное образование, не отменяя принцип платности обучения как таковой.
В начале второй трети XX века государства, обеспечившие материально-техническую и кадровую базу образовательной инфраструктуры, а также располагающие возможностью бесперебойного бюджетного финансирования образовательных программ и проводящие активную социальную политику, направленную на повышение уровня и качества жизни, дополняют законы об обязательном образовании конституционными нормами, в соответствии с которыми получение бесплатного образования становится безусловным правом граждан.
На международном уровне принцип обязательности образования (применительно к начальному) закреплён в резолюции 217-А (III) «Международный пакт о правах человека» (документ более известен под названием «Всеобщая декларация прав человека»), принятой 10 декабря 1948 года 3-й сессией Генеральной Ассамблеи ООН. В 26-й статье «Всеобщей декларации прав человека», в частности, говорится:

Каждый человек имеет право на образование. Образование должно быть бесплатным по меньшей мере в том, что касается начального и общего образования. Начальное образование должно быть обязательным…— Всеобщая декларация прав человека, статья 26, п. 1
В развитие этого документа 16 декабря 1966 года Генеральная Ассамблея ООН приняла Международный пакт об экономических, социальных и культурных правах. Статья 13 этого пакта также провозглашает, что

a) начальное образование должно быть обязательным и бесплатным для всех;…— Международный пакт об экономических, социальных и культурных правах, статья 13, п. 1-a
СССР подписал этот пакт 18 марта 1968 года (ратифицирован 18 сентября 1973 года); после распада СССР бывшие союзные республики подписали пакт повторно. США в этом пакте не участвуют: подписав его 5 октября 1977 года, ратифицировать его впоследствии отказались. На настоящее время (июнь 2011 года) пакт подписан 160 странами, но фактически действует только для 69 из них.

## История
Идея обязательного образования в философской мысли впервые изложена в 360 году до н. э. Платоном в его классическом манускрипте «Государство».
Талмуд (трактат Бава Батра, лист 21) зафиксировал, что в I веке до н. э. Иошуа (Иисус) бен Гамла, не будучи сам учителем, ходил по городам и открывал школы, агитируя за обязательность обучения детей начиная с 5-летнего возраста. В данном примере понятие обязательности и всеобщности ограничено лишь рамками отдельной нации, причём исторические источники, дававшие бы сведения о полноте охвата территорий и населения такими учебными заведениями, отсутствуют. Так или иначе, законов светской власти тех или иных государств, которые вводили бы понятие обязательного образования как правовую норму для всего населения, а не отдельных классовых или национальных групп, для античной эпохи нет.

### Средние века
Утверждения некоторых популярных изданий, что у ацтеков (XIV—XVI века) якобы «большая часть мальчиков ходила в школу», не основаны на статистических данных и других твёрдых научных доказательствах. Более правдоподобно в свете знаний традиционной науки предположение, что школу у ацтеков могли посещать лишь «некоторые мальчики». Б. Сомервил (St. Lawrence University)
пишет, что возраст, с которого дети ацтеков могли начинать ходить в школу, неясен: «могли и с 7 лет, и с 14-15»; в последнем случае начальное и среднее образование они получали вне школы, в семье. Спорное утверждение, что ацтеки были в числе первых, кто ввёл обязательное образование,
строится на культурологической гипотезе о том, что «ацтеки верили в обязательное образование» (англ. The Aztecs beleived in compulsory education).

### Новое время
В эпоху протестантской Реформации, в 1524 году, Мартин Лютер пропагандировал идею обязательного школьного образования. Его мотивация заключалась в том, чтобы все прихожане могли самостоятельно читать Библию.
Герцог Пфальц-Цвейбрюккена Иоганн I впервые в мире ввёл обязательное школьное образование для девочек и мальчиков в 1592 году. Страсбург, в те времена свободный город, территориально расположенный внутри Священной Римской империи, утвердил это требование в качестве правовой нормы в 1598 году. Обязательность освоения в кругу семьи «легенд и традиций, божественных песнопений и правильных ритуалов почитания своих богов» присуща любой (не только ацтекской) культуре, и это не тождественно определению образования, которое предполагает, в том числе, овладение основами грамотности (при том, что письменности ацтеки не имели).
Ещё ранее в Шотландии первая система обязательного образования была создана уже на национально-государственном уровне. Здесь Закон об образовании 1496 года обязывал детей дворян и фригольдеров посещать школу. В 1616 году Закон об учреждении школ потребовал, чтобы при каждом приходе в Шотландии была создана школа, финансируемая прихожанами и находящаяся под наблюдением церкви. Принятый впоследствии парламентом Шотландии Закон об образовании 1633 года уточнил порядок сбора средств для финансирования этих школ, для чего был введён новый местный налог на землевладельцев. Однако в ряде приходов недобросовестные землевладельцы нашли лазейку, позволявшую им уклоняться от уплаты налога на содержание школ. Новый Закон об образовании 1646 года, в котором шотландские законодатели эту лазейку ликвидировали, был в 1661 году опротестован, и порядок финансирования на некоторое время был возвращён к условиям Закона 1633 года. Однако в 1696 году новый Закон об учреждении школ
(англ. Act for settling of schools) восстановил обязательность финансирования школ для каждого прихода, а для обеспечения исполнения этой нормы подкрепил её системой штрафов, секвестров и других форм прямого воздействия государства на нарушителей и их принуждения к поддержанию системы обязательного народного образования.
На территории Российской Империи первый закон о всеобщем образовании вне зависимости от социального происхождения
вышел в
Калмыцком ханстве(Законы Дондог-Даши датируются 1741—1753 г). Всеобщее образование не носило религиозного характера, а устанавливало обязательность изучения Тодо Бичиг, что являлось основой делопроизводства в Калмыцком ханстве. На родителей, которые преднамеренно не отдавали детей в школы, налагался административный штраф, а их ребёнка насильно отдавали в школу: «Если сыновья знатных людей не будут обучаться монгольской грамоте (тодо бичиг), то с отцов их брать по трехлетней лошади, сыновей же отдавать для обучения учителю, с многих известных людей брать по трехлетнему барану, а с людей низкого звания брать по пятнадцати копеек, и детей их отдавать по-прежнему для обучения учителю».
Задачи просвещения общества (поставленные Зая-Пандитой, основателем письменности Тодо Бичиг) Дондук-Даши связывал с принципами воспитания молодого поколения. Преследуя общенациональные цели, желал «смирить надменность нойонов и ограничить их своеволие относительно своих подвластных».
Хан Дондук-Даши скоропостижно скончался 21 января 1761 года в своей ставке, находившейся тогда в урочище Бугута на реке Кума. В права наместника ханства вступил его восемнадцатилетний сын Убаши.
(Законы Дондук-Даши датируются 1741—1753 гг.)
В ходе сложной политической обстановки и кризиса последующих годов такой закон не принял долгосрочный характер, а в 1771 году случился исход калмыков в Джунгарию.
В системе народного образования Австрии требование об обязательном начальном образовании обрело статус нормы закона в правление императрицы Марии Терезии в 1774 году.
В это же время обязательное образование вводит ещё одна абсолютная монархия Европы, Пруссия. Здесь закон об обязательном образовании был впервые принят указом Фридриха Великого (1763 год). Поначалу введение этого закона наталкивалось на сопротивление со стороны церковных приходов, оплачивавших работу учителя и покупку учебников, а также беднейших прихожан, на которых была возложена часть налогового бремени на содержание школ. В XIX веке прусское законодательство об обязательном образовании было расширено. Некоторые страны взяли его за образец при разработке собственных законов, в частности — Япония во времена социальных преобразований в ходе реформ Мэйдзи (после 1868 года).
В Северной Америке прецедент введения обязательного образования в норму закона был создан за 130 лет до образования США, в эпоху британского колониального господства. В 1636 году в Плимутской колонии (ныне штат Массачусетс) был открыт Гарвардский университет, и уже через 9 лет, в 1647 году верховный суд этой колонии принял первый закон об обязательном образовании. По этому закону каждый город был обязан открыть, по английскому образцу, грамматическую школу, а родителям, удерживавшим своих детей от посещения школы, грозил штраф. В соответствии с господствовавшими там в то время нормами пуритан, если суд устанавливал, что родители не могут обеспечить образование своим детям, то власти имели право изъять их от родителей и передать в другую семью. Впоследствии Массачусетс стал первым из американских штатов, который ввёл в 1852 году закон об обязательном образовании в его современной форме.
Последними из европейских стран (не считая Российской империи, где закон об обязательном образовании так и не был принят до марта 1917 года), в которых принцип обязательности образования получил статус законодательного акта, были Англия и Уэльс. Здесь только в 1870 году, благодаря созданию системы школ-интернатов, управляемых школьными советами, был принят первый закон об обязательном начальном образовании. Ранее дети в возрасте от 5 до 10 лет были обязаны посещать школу (в некоторых сельскохозяйственных районах по усмотрению местных властей допускался более ранний уход).

## Состояние дел с обязательным образованием по странам

### Австралия
Образование является обязательным для детей в возрасте от 5 до 17 лет, во всех штатах и территориях страны. В настоящее время продолжается интеграция системы школьного образования с сетью колледжей и других учреждений технического и последующего образования TAFE (англ. Technical and further education).

### Великобритания
Великобритания имеет давние традиции государственной поддержки строительства школ: в Шотландии программы всеобщего образования[en] осуществлялись ещё с 1561 года, а в масштабах всей страны — с 1833 года, когда парламент Великобритании впервые утвердил ежегодные ассигнования на строительство и содержание школ для бедных.
За 37 лет действия этой системы правительственных субсидий сеть школьных учреждений по всей стране расширилась настолько, что это позволило принять в 1870 году первый Закон о всеобщем образовании[en]. Называемый также «законом Форстера[en]», этот правовой акт сделал обязательным обучение в начальной (т. н. элементарной) школе для всех детей страны в возрасте от 5 до 12 лет.
Закон об образовании 1918 года[en] («Закон Фишера[en]») продлил сроки обязательного среднего образования до 14-летнего возраста, Закон об образовании 1944 года[en] («закон Батлера») — до 15 лет, а с 1972 года и по настоящее время срок окончания школы определён в 16 лет. Начинается же обязательное образование в Соединённом Королевстве с 5 лет. С 2013 года обязательное образование планируется продлить до 17, а с 2015 — до 18 лет.

### Германия
В Германии, в отличие от других стран, родителям запрещено отказываться от отдачи ребёнка на обучение в государственную систему школьного образования, заменяя это домашним обучением.
Конституция ГДР также обеспечивала права каждого гражданина на бесплатное образование. Как было сказано в Конституции ГДР: «Каждый гражданин Германской Демократической Республики имеет равное право на образование… Единая социалистическая система образования обеспечивает каждому гражданину последовательное социалистическое воспитание, образование и повышение квалификации».
В 1959 году в ГДР было введено общее обязательное десятилетнее обучение. Средняя школа ГДР осуществляла принципы единства обучения и воспитания и носила политехнический характер.

### Индия
В августе 2009 года Парламент Индии принял Закон о праве детей на бесплатное обязательное образование и статью 21A конституции страны, в соответствии с чем получение бесплатного образования является обязательным для детей в возрасте от 6 до 14 лет. Тем самым Индия стала 135-й страной мира, в которой детям гарантировано право на бесплатное образование. Закон вступил в силу 1 апреля 2010 года.

### Канада
Первые школы в Новой Франции основывались в XVII веке при церквях. Систему школ, финансируемых государством, власти колонии принялись создавать в начале XIX века. Религиозные проблемы (в Верхней Канаде католическое, а в Нижней Канаде — протестантское меньшинства возражали против подхода к изучению Библии со стороны представителей другой веры) были решены тем, что в некоторых районах фактически были созданы две конфессиональные подсистемы народного образования. При создании в 1867 году Канадской конфедерации это положение было узаконено в конституции доминиона — Акте о Британской Северной Америке. В канадской провинции Ньюфаундленд и Лабрадор в системе школ присутствовала и третья конфессиональная ветвь — пятидесятники.
В Британской Колумбии не разделённая по конфессиям (англ. non-sectarian) школьная система была введена ещё в 1872 году, однако в других провинциях Канады процесс отделения церкви от государства продолжался и в XX веке (в Онтарио обучение в школах на религиозной основе было отменено только в 1990 году).
В конце XIX века обострился языковый вопрос в Манитобе. В оригинальной терминологии истории страны
этот политический кризис фигурирует именно как школьный вопрос (англ. Manitoba Schools Question), связанный с наличием в системе народного образования раздельных школ для учеников с английским и французским языком.
Образование в Канаде регулируется на уровне провинций, каждая из которых принимает свои законы (англ. School Attendance Act). Оно является обязательным в возрасте от 6 до 16 лет везде, кроме Онтарио и Нью-Брансуика, где верхний возрастной предел составляет 18 лет. В некоторых провинциях при особых обстоятельствах разрешение на прекращение обязательного образования может предоставляться начиная с 14-летнего возраста.

### Китай
До образования КНР (1949 год) начальным образованием была охвачена лишь одна пятая часть детей школьного возраста. В соответствии с решением Компартии Китая подготовка к введению всеобщего образования началась с августа 1951 года, когда министерство образования провело первую общенародную конференцию по вопросам начального образования и обучения учителей. Тяжёлое наследие оставили годы «культурной революции» (1966—1976), когда несколько поколений осталось без адекватного образования.
Вплоть до 1978 года конституции КНР, декларируя право граждан на образование, оговаривала (1978 г. — ст. 51), что государство будет прилагать все силы для того, чтобы обеспечить это право необходимым количеством школ. Только в 1982 году Конституция Китайской Народной Республики в статье 19 гарантировала, что государство обеспечивает обязательное и всеобщее начальное образование.
В 1985 году был опубликован проект образовательной реформы, и в апреле 1986 года был принят Закон об обязательном девятилетнем образовании. К этому времени в стране работало 832.300 школ, в которых обучалось 96 % детей в возрасте от 6 до 12 лет. После этого в стране регулярно принимались и осуществлялись проекты, включая строительство школ в отдалённых районах. На крупнейшую из этих программ, начатую в 1995 году, было израсходовано 11,6 млрд.юаней (1,434 млрд.долл.)
К 1999 году обязательным образованием было охвачено 200 миллионов детей и подростков.
| Возраст | Образование                                                 | Обязательность |
| ------- | ----------------------------------------------------------- | -------------- |
| 18-22   | Университет или колледж                                     | Нет            |
| 15-18   | Старшие классы (средняя школа) или профессиональное училище | Нет            |
| 12-15   | Первая ступень средней школы                                | Да             |
| 6-12    | Начальная школа                                             | Да             |

### Мексика
Хотя конституция, принятая в Мексике 5 февраля 1917 года, считается[кем?] первой в мире, в которой были формально декларированы широкие социальные права рабочих и крестьян, вплоть до настоящего времени сохраняется разрыв между политическим и социальным уровнем развития. В связи с этим на протяжении более 90 лет принцип обязательности и бесплатности действует только в отношении начального образования, обеспечиваемого государством. Мексиканская система образования также строится на принципах секуляризма.

### Россия

#### Российская империя
В Российской империи закон об обязательном образовании принят не был. Вплоть до 1917 года, когда она прекратила своё существование, основополагающим законодательным актом, регулировавшим деятельность начальной школы в России, было «Положение о начальных народных училищах», принятое в 1874 году. В том же году А. С. Воронов, обобщив ходатайства земств в адрес министерства народного просвещения о введении обязательного обучения на их территориях, опубликовал «проект правил», которыми эти земства должны руководствоваться. Это не было законопроектом, единым для всей страны; в одной публикации рассматривался только Санкт-Петербург, а в другой ходатайства некоторых земских собраний. Поскольку вопрос ставился «о дозволении отдельным губернским и уездным земствам вводить у себя обязательное обучение», МНП проект правил отклонило, так как их введение нарушило бы «равновесие между различными частями государства, дав значительный нравственный перевес» одним регионам перед другими. Кроме того, в России на тот момент не было и материальных предпосылок того, чтобы обязательность обучения была не только декларирована как правовая норма быта, но и реализована на деле. В «Материалах по вопросу о введении обязательного обучения в России» (1880) указывалось, что в России не хватало для этого 80 000 школ, затраты на строительство которых составили бы 40 млн руб., а последующее их содержание — в 24 млн руб. ежегодно.
Вновь к проблеме обязательного обучения в России земства вернулись в 1894—95 гг. Поскольку большинство уездов с высокой степенью разбросанности населения оказывались при этом и наиболее бедными, то проекты, представленные этими земствами, из экономии предусматривали упрощённые решения, которые неизбежно предполагали либо отказ от принципа всеобщности (обучение только для мальчиков), либо сокращение учебной нагрузки («упрощённые школы», «параллельные классы», «филиальные отделения») или самого срока обязательности. Но и по заниженным (всеобщность обучения он рассматривал только для мальчиков и исключал из расчёта города) оценкам В. П. Вахтерова, дополнительные расходы должны были составить 8,4 млн руб. Но даже в наиболее богатых земствах введение обязательного образования требовало немалых дополнительных расходов. Так, в 1896 году Московское земство представило проект развития школьной сети для начального обучения детей обоих полов из расчёта 3-вёрстной доступности (в Англии — 1 миля). Для его осуществления требовалось дополнительно построить 277 школ, из которых треть (91) — «уменьшенной стоимости». При этом даже при условии отнесения расходов на отопление, освещение, охрану и ремонт на сельские общества, содержание этих школ требовало бы дополнительно 127,7 тыс. руб. ежегодно. Так или иначе, из-за отсутствия законной основы, на которой средства для осуществления этих планов могли бы выделяться, земствам приходилось реализовывать их лишь в меру наличия собственных ресурсов. Равным образом, из-за нехватки средств и в силу отсутствия единой государственной обязывающей нормы не могли быть реализованы в полном объёме декларации об «обязательном обучении», присутствовавшие в некоторых уставах народных училищ.
До 1907 года по сравнению с большинством стран Запада система образования в России была неадекватной и неорганизованной. Наиболее интенсивные шаги были приняты в период 1907—1912 гг. Впервые в истории предложение было изложено не в виде дискуссионной статьи, а в форме проекта закона («О введении всеобщего начального обучения в Российской империи»; внесён в Думу 1 ноября 1907 года). Предварительное рассмотрение в комиссии по народному образованию, куда законопроект поступил 8 января 1908 года, длилось почти 2 года, до 10 декабря 1910 года). После трёх чтений (24, 26 января и 12 февраля 1911 года) 19 марта Дума проект одобрила и передала его в Государственный совет. Со своей стороны Госсовет потребовал исключить из законопроекта обязательство завершить введение всеобщего начального обучения через 10 лет. Эту и ряд других поправок Дума опротестовала; созданная 28 января 1912 года согласительная комиссия к компромиссу не пришла, несмотря на встречный шаг Госсовета, который увеличил на 5 % (500 тыс. руб.) ежегодные ассигнования. Поскольку при обсуждении доклада согласительной комиссии (21 мая) «Дума осталась по всем принципиальным вопросам при своем первоначальном решении», 6 июня 1912 года законопроект о введении всеобщего начального обучения Государственный совет отклонил, и более этот вопрос в Российской империи официально не поднимался. Также не был принят и другой важнейший законопроект, о реформе средней школы. Несмотря на изменение политического режима в стране, «законодательная основа общего образования продолжала оставаться малоподвижной; отсутствовал единый кодифицированный нормативный акт; многие нормы вошли в противоречие со временем».
Тем не менее, число школ и учащихся в них продолжало расти. При том, что нагрузка на класс была чрезвычайно велика (в непринятом законе о начальном образовании нормой считалось 50 учеников на учителя), этот ускоренный рост привёл к снижению качества преподавания. Статистика контроля знаний школьников, который постоянно осуществляли инспекции МНП, выявила к 1912 году тенденцию снижения уровня грамотности. В связи с этим 26 октября 1912 года МНП издало циркуляр «О мерах к устранению упадка грамотности в средней школе».

#### Советская Россия и Советский Союз
В октябре 1918 года «Положением о единой трудовой школе РСФСР» принцип обязательности обучения всех детей школьного возраста был установлен на уровне законодательного акта, единого для всей территории государства. Наряду с этим он устанавливал бесплатность обучения в школах 1-й и 2-й ступени, совместное обучение мальчиков и девочек, а также обязательный учёт детей от 6 до 17 лет и снабжение учащихся учебными пособиями, питанием, одеждой и обувью. В течение 1920-х годов в союзных республиках была установлена административная ответственность за соблюдение принципа обязательности обучения. С середины 1930-х годов это распространилось на всех учащихся независимо от социального происхождения. В 1970-х годах было введено обязательное среднее образование.

#### Российская Федерация
Конституция Российской Федерации и «Закон об образовании Российской Федерации» гарантирует своим гражданам бесплатное получение основного среднего образования до 18-летнего возраста в пределах государственных образовательных стандартов.
Каждая школа сама определяется и решает будет 10 класс, сколько параллелей и так далее, школа может отказать в приёме если нет мест. В 2024 году школы Екатеринбурга выпустили 17,5 тысячи девятиклассников, но в 10-е классы перешли только около 9 тысяч. Тысячи выпускников екатеринбургских школ не смогли перейти в 10-й класс.

### Словения
Закон об обязательном образовании в Словении был принят ещё в 1869 году, то есть вскоре после преобразования монархии Габсбургов в Австро-Венгрию. При этом в одних областях Словении продолжительность образования составляла 8 лет, в других — 6 лет (последующие 2 года рассматривались как дополнительное обучение). В первые годы после введения закона Словения, а также Хорватия давали наименьшие показатели фактического охвата детей школьного возраста среди других территорий империи:
|                          | Австрия   | Венгрия   | Хорватия и Словения | Всего     |
| ------------------------ | --------- | --------- | ------------------- | --------- |
| Всего школ               | 18.598    | 16.805    | 1.277               | 36.680    |
| Учителей и учительниц    | 66.399    | 24.908    | 2.087               | 93.394    |
| Детей школьного возраста | 3.478.015 | 2.524.659 | 223.000             | 6.225.674 |
| Детей, посещающих школу  | 2.872.929 | 2.057.808 | 134.902             | 5.065.639 |

В настоящее время возрастные рамки, охватываемые обязательным образованием, составляют 5—14 лет. По окончании всего девятилетнего курса школы, учащиеся обычно завершают среднее образование в школе (гимназии), профессионально-техническом училище или техникуме. В целом система образования в Словении, включая обязательное, выглядит следующим образом:
| Тип программы среднего образования             | Низшее профессиональное образование | Среднее профессиональное образование | 4-летнее профессиональное образование                                                                          | Всеобщее среднее образование |
| ---------------------------------------------- | --- | --- | --- | ---------------------------- |
| Условия приёма: успешное окончание:            | —начальной школы или, по крайней мере, 6 классов восьмилетки (7 классов девятилетки), или полного начального образования в школах для учащихся с особыми потребностями | —начальной школы или низшей ступени профобразования                                                                                          | —начальной школы или низшей ступени профобразования                                                            | —начальной школы             |
| Срок обучения                                  | 2,5 года | 3 года | 4 года | 4 года                       |
| Удостоверение о завершении                     | Итоговый экзамен | Итоговый экзамен | Профессиональный (квалификационный) экзамен                                                                    | Выпускной экзамен            |
| Возможности дальнейшего образования: программы | —среднего, профессионального и профессионально-технического образования                                                                                                | —профессионально-технического образования (после наработки стажа можно сдавать доп. экзамен, и получать высшее профессиональное образование) | —высшего и высшего профессионального образования, по сдаче доп. тестов по предметам выдаётся аттестат гимназии | —обучение в высшей школе     |

### США
Впервые обязательное образование возвёл здесь в норму закона в 1647 году верховный суд Плимутской колонии (ныне штат Массачусетс). Этот же закон положил начало системе общественных школ: каждый населённый пункт от 50 домов и выше должен был иметь школу для обучения детей чтению и письму, а более крупные населённые пункты — грамматические школы (в английском понимании этого типа учебного заведения). Через 130 лет, после образования США Т. Пейн и Т. Джефферсон выдвинули требование всеобщего бесплатного и обязательного обучения.
Первым в США закон об обязательном начальном обучении принял в 1852 году штат Массачусетс. В 1870 году такой закон был уже в 3 штатах, в 1880 — в 17, в 1900 — в 34, в 1910 — в 42, и лишь к 1918 году закон об обязательном образовании имел каждый штат.
Уже в 1860-х гг. школьным обучением в Североамериканских штатах было охвачено около 60 % детей в возрасте 6—13 лет, а к концу века — 72 %. При этом США первыми среди капиталистических стран встали на путь массового среднего образования. В 1910 году в 9—12 классах средней школы здесь обучалось 15,4 %, в 1920 году — 32,3 %, а в 1930 году — 51,4 % молодёжи возраста 14—17 лет.
В настоящее время возрастной диапазон, в котором посещение школы обязательно, лежит в пределах от 5-8 до 16-18 лет, варьируясь от штата к штату. Одни штаты разрешают покидать с разрешения родителей школу до её окончания в 14-17 лет, другие требуют обязательного её посещения до достижения 18-летнего возраста. Вместе с тем, многие штаты позволяют самородкам ускорять своё образование.

### Финляндия
В Финляндии развита система дошкольного обучения, которое производится в течение года, предшествующего принятию детей в школу. По закону муниципалитеты обязаны обеспечить всем детям 6-летнего возраста бесплатное дошкольное обучение. Оно может осуществляться как в детских садах, так и на базе школ. Дошкольное обучение обязательным не является, однако большинство детей его проходят.
Всеобщее обязательное образование введено в 1921 году, то есть только после выхода страны из состава Российской империи. В настоящее время действует закон, вступивший в силу в 1998 году, по которому обязательное обучение можно получить не только в общеобразовательной школе, но и приобретая соответствующий объём знаний иными способами. По общему правилу ребёнок идёт в общеобразовательную школу в том году, когда ему исполняется 7 лет (по мотивированной просьбе родителей ± 1 год). В школе обучение длится 9 лет и заканчивается в 15-16-летнем возрасте, или через 10 лет.

### Франция
Всеобщее обязательное образование во Франции введено законами, утверждёнными в 1881—1889 годах. В настоящее время оно охватывает детей от 6 до 16 лет. Как при IV, так и при V республике конституция страны провозглашает, что «организация общественного бесплатного, обязательного и светского (фр. laïque) образования на всех уровнях является обязанностью государства».

### Украина
Полное общее среднее образование в Украине является обязательным и приобретается в институциональных или индивидуальных формах, определенных законодательством, как правило, в учебных заведениях. Полное общее среднее образование имеет три уровня образования: начальное образование продолжительностью четыре года; базовое среднее образование продолжительностью пять лет профильная среднее образование продолжительностью три года. Третья ступень — с 10-го по 11-й (12-й) класс, включающая в себя несколько ветвей. Либо это будут 10-11-е (12-е) классы академических лицеев, либо профессиональный колледж (читай: аналог ПТУ или техникума), где юноши и девушки будут обучаться от двух до четырех лет. Согласно законодательству, девятиклассников после 9-го класса, если те хотят оставаться и дальше в тех школах, в которых учились, просто переводят в 10-й класс, а не выпускают, как раньше, отдавая на руки документы о неполном среднем образовании. У старшеклассников есть шансы остаться в школе, если в той школе будут 10-11-е классы.

### Япония
В период реставрации Мэйдзи в Японии были приняты законы, создавшие единую централизованную систему начального образования. По закону 1872 года открывались современные школы, доступные для всех, независимо от социальной принадлежности. Сначала было введено обязательное трехлетнее образование, затем, в 1900 году — четырёхлетнее и, наконец, в 1908-м — шестилетнее. Это сделало Японию одной из немногих к тому времени стран мира, где население практически полностью было обучено грамоте.
В настоящее время начальное образование в Японии представлено начальной школой (яп. 小学校 сёо гаккоо) и специальными школами для детей с инвалидностью (яп. 特別支援学校 токубэцу-сиэн гаккоо). В Японии в учреждения начального образования поступают дети в возрасте от 6 лет. Начальное образование в стране является обязательным.

## Критика
Хотя обязательное образование в большинстве случаев считается важным и полезным, обязательное школьное образование рассматривается некоторыми как устаревшее и контрпродуктивное в современном мире и неоднократно становилось предметом резкой критики. Критики обязательного школьного образования утверждают, что такое образование нарушает свободу детей, является методом политического контроля, неэффективно в плане обучения детей тому, как вести себя в «реальном мире» за пределами школы, и может иметь негативные последствия для детей, приводя к повышению уровня апатии, издевательств, стресса и депрессии.